# Giórgos Leotsákos
Giórgos Leotsákos (en grec moderne : Γιώργος Λεωτσάκος), né à Athènes le 9 août 1935 et mort le 13 août 2024 dans la même ville, est un musicologue grec et critique musical réputé, fin connaisseur de la musique savante grecque. Sa contribution aux catalogues des œuvres des compositeurs grecs des siècles passés est essentielle.

## Biographie
Giórgos Leotsákos a étudié auprès des compositeurs Kostas Kydoniatis et Yannis Andréou Papaïoannou, et a obtenu son diplôme de contrepoint et fugue au Conservatoire hellénique en 1964.
Il collabore avec les principaux journaux et revues d'Athènes, a participé à un dictionnaire biographique universel (en grec) en 1991, rédige les programmes de nombreux concerts ainsi que des livrets souvent très documentés (en grec et en anglais) d'enregistrements sur CD de compositeurs grecs, notamment pour la maison de disques athénienne Lyra et le Département de Musique de l'Université ionienne de Corfou. Surtout, depuis les années 1970, il rédige des notices pour la prestigieuse encyclopédie The New Grove Dictionary of Music and Musicians. En outre, il est l'un des rares musicologues occidentaux à s'être rendu en Albanie, à partir de 1981 et à en étudier la musique. Il est l'auteur de plusieurs monographies et d'innombrables articles.
Giórgos Leotsákos, qui a également animé des programmes musicaux pour la radio grecque de 1983 à 1987, donne régulièrement des conférences musicales à travers la Grèce et à l'étranger.

## Monographies
- (el) Giórgos Leotsákos, Ο Βάγκνερ καί η Ελλάδα (Wagner et la Grèce), Athènes, Palais de la Musique d’Athènes (Μέγαρο Μουσικής Αθηνών), 1992, 245 p.  (ISBN 960-7191-01-3)
- (el) Giórgos Leotsákos, Παύλος Καρρέρ: Απομνημονεύματα και Εργογραφία (Pavlos Carrer. Mémoires et œuvres), Athènes, Musée Benaki-Université ionienne, 2003, 294 p.  (ISBN 960-8347-00-9) /  (ISBN 960-86801-3-1) (Étude la plus récente, la plus complète et la plus documentée sur ce compositeur, le catalogue des œuvres et la bibliographie sont très complets, très utile index onomastique)

## Traductions
- (el) Yasunari Kawabata, Pays de neige, Athènes, Ekdoseis Kedros (Εκδοσεισ Κεδροσ), 1968, 224 p.  (ISBN 978-960-04-1046-4) (Traduit du français ; titre grec : Η χώρα του χιονιού)
- (el) Émile Vuillermoz, Histoire de la musique, Athènes, Hippodomi (Υποδομή), 1979-1980, 2 vols. (Traduit du français, corrigé et annoté ; titre grec : Εμίλ Βυλερμόζ, Ιστορία της μουσικής)
- (el) Philip Barford, Mahler Symphonies and Songs, Athènes, Leschi tou Diskou, 1978. (Traduit de l'anglais)
- (el) Anna-Martine Lucciano, Jani Christou. Œuvre et personnalité d'un compositeur grec contemporain, Athènes, Bibliosynergatiki (Βιβλιοσυνεργατική), 1987. (Traduit du français ; titre grec : Γιάννης Χρήστου. Έργο και Προσωπικότητα ενός Έλληνα Συνθέτη της Εποχής μας)
- (el) Benvenuto Cellini, Vita, Athènes, Agra (Άγρα), 1994, 572 p.  (ISBN 960-325-122-4) (Traduit de l'italien)

## Périodiques grecs publiant ses critiques musicales
- Ellenika Themata, périodique (1961-1967, critiques signées Sagittarius)
- Messimvrini, quotidien (1961-1963).
- Kathimerini, quotidien (1962-1965).
- Ta Néa, quotidien (1965-1975).
- To Víma, quotidien (1975-1979).
- Anti, périodique (1975-1982).
- Proini, quotidien (1979-1980).
- Eleftheri Gnomi, quotidien (1983-1984).
- Proti, quotidien (1986-1989).
- Epikaerotita, quotidien (1990-1991).
- Difono, périodique (1997).
- Express, quotidien.